# Liste der japanischen Meister im Eiskunstlauf
Die Liste der japanischen Meister im Eiskunstlauf listet die japanischen Eiskunstlaufmeister sowie die Zweit- und Drittplatzierten.
Die japanischen Meisterschaften im Eiskunstlauf sind ein vom japanischen Eiskunstlaufverband organisiertes nationales Turnier, das jährlich zum Jahresende abgehalten wird, um die besten Eiskunstläufer Japans in der Herren-, Damen-, Paar- und Eistanzkonkurrenz zu ermitteln. Neben der Bestimmung des japanischen Meisters dienen die Meisterschaften auch als Qualifikationskriterium für die Zusammenstellung des japanischen Teams bei internationalen Turnieren wie Weltmeisterschaften oder Olympischen Spielen.

## Medaillengewinner

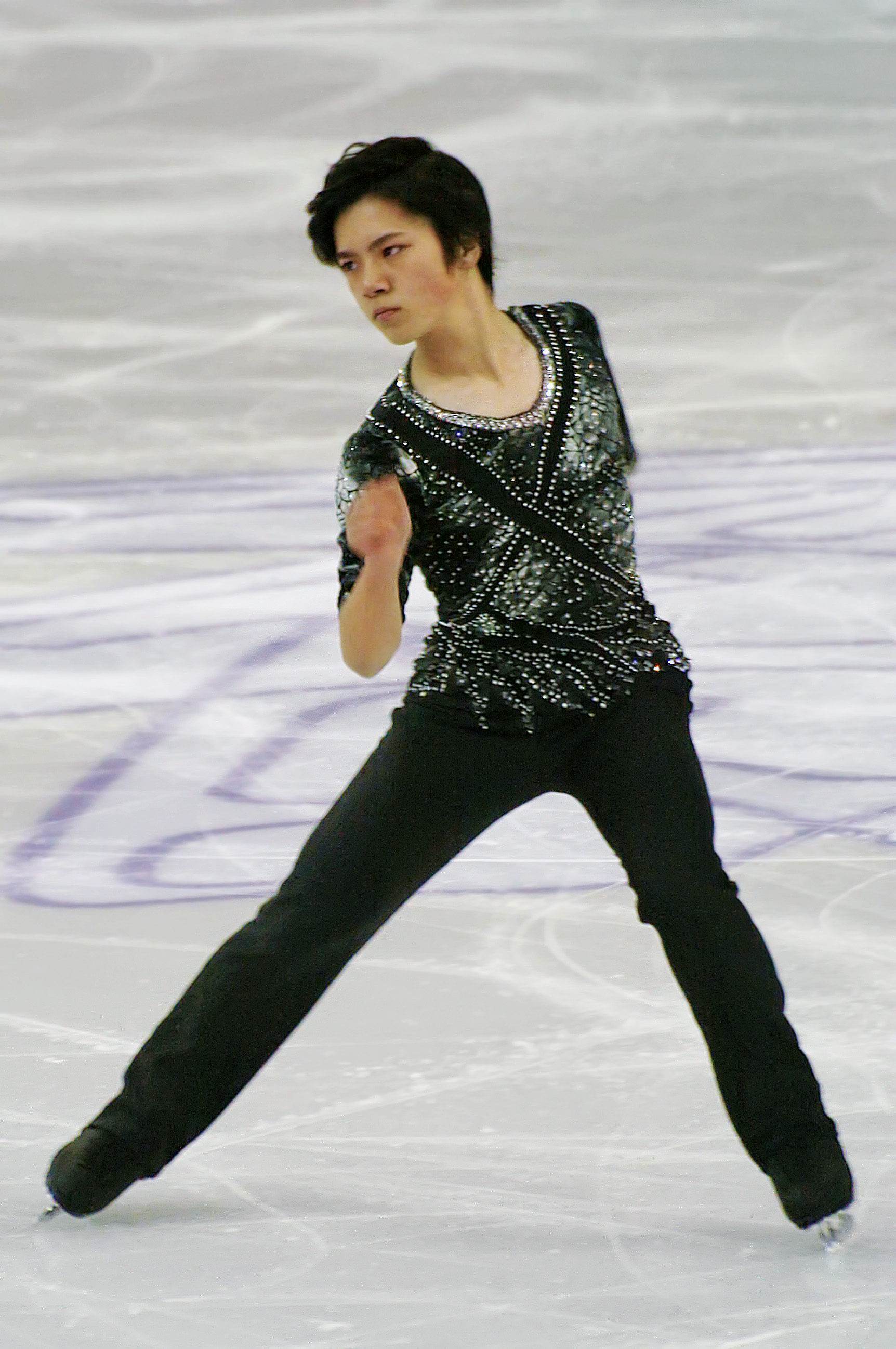
Der mehrfache japanische Meister Shoma Uno

### Herren
| Medaillengewinner | Medaillengewinner | Medaillengewinner  | Medaillengewinner    | Medaillengewinner    |
| ----------------- | ----------------- | ------------------ | -------------------- | -------------------- |
| Saison            | Ort               | Gold               | Silber               | Bronze               |
| 1929–1930         | Nikkō             | Makoto Kubo        | Yukichi Kaneko       | Susumu Kobayashi     |
| 1930–1931         | Sendai            | Kazuyoshi Oimatsu  | Ryūichi Obitani      | Susumu Kobayashi     |
| 1931–1932         | Shimosuwa         | Kingo Sato         | Toshikazu Katayama   | Yoshizou Wada        |
| 1932–1933         | Tokio             | Toshikazu Katayama | Kazuyoshi Oimatsu    | Tsugio Hasegawa      |
| 1933–1934         | Tokio             | Toshikazu Katayama | Zenjiro Watanabe     | Tsugio Hasegawa      |
| 1934–1935         | Tokio             | Toshikazu Katayama | Tsugio Hasegawa      | Kazuyoshi Oimatsu    |
| 1935–1936         | Tokio             | Seiji Kitagawa     | Katsutoshi Kobayashi | Shin Kurahashi       |
| 1936–1937         | Tokio             | Toshikazu Katayama | Zenjiro Watanabe     | Tsugio Hasegawa      |
| 1937–1938         | Tokio             | Toshikazu Katayama | Hiroshi Kanda        | Fujimaru Shouzushima |
| 1938–1939         | Tokio             | Hiroshi Kanda      | Ryusuke Arisaka      | Fujimaru Shouzushima |
| 1939–1940         | Tokio             | Ryusuke Arisaka    | Hiroshi Kanda        | Fujimaru Shouzushima |
| 1940–1941         | Tokio             | Ryusuke Arisaka    | Katsumi Sakai        | Fujimaru Shouzushima |
| 1942–1946         | keine Wettbewerbe | keine Wettbewerbe  | keine Wettbewerbe    | keine Wettbewerbe    |
| 1946–1947         | Hachinohe         | Ryusuke Arisaka    | Tatsujiro Kawashima  | Kiyoshi Iwasaki      |
| 1947–1948         | Morioka           | Ryusuke Arisaka    | Naoshige Shiota      | Suzuo Haraguchi      |
| 1948–1949         | Suwa              | kein Wettbewerb    | kein Wettbewerb      | kein Wettbewerb      |
| 1949–1950         | Tomakomai         | Katsumi Sakai      | Masamizu Kobayashi   | Suzuo Haraguchi      |
| 1950–1951         | Nikkō             | Ryusuke Arisaka    | Naoshige Shiota      | Masamizu Kobayashi   |
| 1951–1952         | Tokio             | kein Wettbewerb    | kein Wettbewerb      | kein Wettbewerb      |
| 1952–1953         | Tokio             | Jack B. Johnston   | Naoshige Shiota      | Masamizu Kobayashi   |
| 1953–1954         | Osaka             | Masamizu Kobayashi | Tetsutaro Tanaka     | Shuichi Sugimoto     |
| 1954–1955         | Tokio             | Kazuo Ohashi       | Yukio Nishikura      | Masamizu Kobayashi   |
| 1955–1956         | Kyōto             | Hideo Sugita       | Kazuo Ohashi         | Nobuo Satō           |
| 1956–1957         | Tokio             | Nobuo Satō         | Yukio Nishikura      | Hideo Sugita         |
| 1957–1958         | Tokio             | Nobuo Satō         | Yukio Nishikura      | Hideo Sugita         |
| 1958–1959         | Osaka             | Nobuo Satō         | Yukio Nishikura      | Hideo Sugita         |
| 1959–1960         | Tokio             | Nobuo Satō         | Yukio Nishikura      | Hideo Sugita         |
| 1960–1961         | Tokio             | Nobuo Satō         | Hideo Sugita         | Yutaka Doke          |
| 1961–1962         | Osaka             | Nobuo Satō         | Hideo Sugita         | Masato Tamura        |
| 1962–1963         | Tokio             | Nobuo Satō         | Yoshiyuki Koizumi    | Yutaka Doke          |
| 1963–1964         | Tokio             | Nobuo Satō         | Yoshiyuki Koizumi    | Masato Tamura        |
| 1964–1965         | Osaka             | Nobuo Satō         | Tsuguhiko Kozuka     | Masato Tamura        |
| 1965–1966         | Tomakomai         | Nobuo Satō         | Tsuguhiko Kozuka     | Yutaka Higuchi       |
| 1966–1967         | Tokio             | Tsuguhiko Kozuka   | Masato Tamura        | Yutaka Higuchi       |
| 1967–1968         | Tokio             | Tsuguhiko Kozuka   | Yutaka Higuchi       | Masato Tamura        |
| 1968–1969         | Tokio             | Tsuguhiko Kozuka   | Akira Yoshizawa      | Tomomi Sato          |
| 1969–1970         | Osaka             | Yutaka Higuchi     | Akira Yoshizawa      | Tomomi Sato          |
| 1970–1971         | Tokio             | Yutaka Higuchi     | Tsuguhiko Kozuka     | Minoru Sano          |
| 1971–1972         | Sapporo           | Yutaka Higuchi     | Minoru Sano          | Tsuguhiko Kozuka     |
| 1972–1973         | Osaka             | Minoru Sano        | Tomomi Sato          | Mitsuru Matsumura    |
| 1973–1974         | Kyōto             | Minoru Sano        | Mitsuru Matsumura    | Yoshinori Onishi     |
| 1974–1975         | Hiroshima         | Minoru Sano        | Mitsuru Matsumura    | Fumio Igarashi       |
| 1975–1976         | Tokio             | Minoru Sano        | Mitsuru Matsumura    | Fumio Igarashi       |
| 1976–1977         | Tokio             | Minoru Sano        | Mitsuru Matsumura    | Fumio Igarashi       |
| 1977–1978         | Kyōto             | Fumio Igarashi     | Mitsuru Matsumura    | Takashi Mura         |
| 1978–1979         | Tokio             | Mitsuru Matsumura  | Fumio Igarashi       | Shinji Someya        |
| 1979–1980         | Tokio             | Fumio Igarashi     | Mitsuru Matsumura    | Takashi Mura         |
| 1980–1981         | Tokio             | Fumio Igarashi     | Takashi Mura         | Masaru Ogawa         |
| 1981–1982         | Tokio             | Fumio Igarashi     | Mitsuru Matsumura    | Takashi Mura         |
| 1982–1983         | Tokio             | Shinji Someya      | Takashi Mura         | Masaru Ogawa         |
| 1983–1984         | Tokio             | Masaru Ogawa       | Takashi Mura         | Makoto Kano          |
| 1984–1985         | Tokio             | Masaru Ogawa       | Makoto Kano          | Tatsuya Fujii        |
| 1985–1986         | Tokio             | Masaru Ogawa       | Makoto Kano          | Tatsuya Fujii        |
| 1986–1987         | Tokio             | Masaru Ogawa       | Makoto Kano          | Tatsuya Fujii        |
| 1987–1988         | Tokio             | Makoto Kano        | Tatsuya Fujii        | Mitsuaki Takeuchi    |
| 1988–1989         | Tokio             | Makoto Kano        | Mitsuhiro Murata     | Tatsuya Fujii        |
| 1989–1990         | Kitakyūshū        | Tatsuya Fujii      | Masakazu Kagiyama    | Mitsuhiro Murata     |
| 1990–1991         | Yokohama          | Masakazu Kagiyama  | Mitsuhiro Murata     | Daisuke Nishikawa    |
| 1991–1992         | Kōbe              | Masakazu Kagiyama  | Mitsuhiro Murata     | Noritomo Taniuchi    |
| 1992–1993         | Nagoya            | Masakazu Kagiyama  | Tomoaki Koyama       | Fumihiro Oikawa      |
| 1993–1994         | Yokohama          | Fumihiro Oikawa    | Masakazu Kagiyama    | Yoshiaki Takeuchi    |
| 1994–1995         | Kōbe              | Shin Amano         | Naoki Shigematsu     | Seiichi Suzuki       |
| 1995–1996         | Yokohama          | Takeshi Honda      | Naoki Shigematsu     | Makoto Okazaki       |
| 1996–1997         | Nagano            | Takeshi Honda      | Yamato Tamura        | Makoto Okazaki       |
| 1997–1998         | Kōbe              | Yamato Tamura      | Naoki Shigematsu     | Yosuke Takeuchi      |
| 1998–1999         | Yokohama          | Yosuke Takeuchi    | Naoki Shigematsu     | Yamato Tamura        |
| 1999–2000         | Fukuoka           | Takeshi Honda      | Yamato Tamura        | Naoki Shigematsu     |
| 2000–2001         | Nagano            | Takeshi Honda      | Yamato Tamura        | Yosuke Takeuchi      |
| 2001–2002         | Osaka             | Yosuke Takeuchi    | Yamato Tamura        | Makoto Okazaki       |
| 2002–2003         | Kyōto             | Takeshi Honda      | Yamato Tamura        | Kensuke Nakaniwa     |
| 2003–2004         | Nagano            | Yamato Tamura      | Kazumi Kishimoto     | Daisuke Takahashi    |
| 2004–2005         | Yokohama          | Takeshi Honda      | Kensuke Nakaniwa     | Nobunari Oda         |
| 2005–2006         | Tokio             | Daisuke Takahashi  | Nobunari Oda         | Kensuke Nakaniwa     |
| 2006–2007         | Nagoya            | Daisuke Takahashi  | Nobunari Oda         | Yasuharu Nanri       |
| 2007–2008         | Kadoma            | Daisuke Takahashi  | Takahiko Kozuka      | Yasuharu Nanri       |
| 2008–2009         | Nagano            | Nobunari Oda       | Takahiko Kozuka      | Takahito Mura        |
| 2009–2010         | Kadoma            | Daisuke Takahashi  | Nobunari Oda         | Takahiko Kozuka      |
| 2010–2011         | Nagano            | Takahiko Kozuka    | Nobunari Oda         | Daisuke Takahashi    |
| 2011–2012         | Kadoma            | Daisuke Takahashi  | Takahiko Kozuka      | Yuzuru Hanyū         |
| 2012–2013         | Sapporo           | Yuzuru Hanyū       | Daisuke Takahashi    | Takahito Mura        |
| 2013–2014         | Saitama           | Yuzuru Hanyū       | Tatsuki Machida      | Takahiko Kozuka      |
| 2014–2015         | Nagano            | Yuzuru Hanyū       | Shoma Uno            | Takahiko Kozuka      |
| 2015–2016         | Sapporo           | Yuzuru Hanyū       | Shoma Uno            | Takahito Mura        |
| 2016–2017         | Osaka             | Shōma Uno          | Keiji Tanaka         | Takahito Mura        |
| 2017–2018         | Tokio             | Shōma Uno          | Keiji Tanaka         | Takahito Mura        |
| 2018–2019         | Osaka             | Shōma Uno          | Daisuke Takahashi    | Keiji Tanaka         |
| 2019–2020         | Tokio             | Shōma Uno          | Yuzuru Hanyū         | Yūma Kagiyama        |
| 2020–2021         | Nagano            | Yuzuru Hanyū       | Shōma Uno            | Yūma Kagiyama        |
| 2021–2022         | Saitama           | Yuzuru Hanyū       | Shōma Uno            | Yūma Kagiyama        |
| 2022–2023         | Kadoma            | Shōma Uno          | Koshiro Shimada      | Kazuki Tomono        |
| 2023–2024         | Nagano            | Shōma Uno          | Yūma Kagiyama        | Sōta Yamamoto        |
| 2024–2025         | Kadoma            | Yūma Kagiyama      | Rio Nakata           | Tatsuya Tsuboi       |

### Damen
| Medaillengewinner | Medaillengewinner | Medaillengewinner | Medaillengewinner | Medaillengewinner |
| ----------------- | ----------------- | ----------------- | ----------------- | ----------------- |
| Saison            | Ort               | Gold              | Silber            | Bronze            |
| 1934–1935         | Tokio             | Etsuko Inada      | Tamako Togo       | Mitsuko Tezuka    |
| 1935–1936         | Tokio             | Tamako Togo       | Yoshiko Tsukioka  | Mitsuko Tezuka    |
| 1936–1937         | Tokio             | Etsuko Inada      | Yoshiko Tsukioka  | Kinuko Nakamura   |
| 1937–1938         | Tokio             | Etsuko Inada      | Yoshiko Tsukioka  | Kinuko Nakamura   |
| 1938–1939         | Tokio             | Etsuko Inada      | Kinuko Nakamura   | Michiko Yano      |
| 1939–1940         | Tokio             | Etsuko Inada      | Yoshiko Tsukioka  | Michiko Yano      |
| 1940–1941         | Tokio             | Etsuko Inada      | Yoshiko Tsukioka  | Tsuyako Ikuta     |
| 1942–1946         | keine Wettbewerbe | keine Wettbewerbe | keine Wettbewerbe | keine Wettbewerbe |
| 1946–1947         | Hachinohe         | Yoshiko Tsukioka  | Tsuyako Ikuta     | Kyoko Tokue       |
| 1947–1948         | Morioka           | Yoshiko Niwa      | Tsuyako Ikuta     | Reiko Kato        |
| 1948–1949         | Suwa              | kein Wettbewerb   | kein Wettbewerb   | kein Wettbewerb   |
| 1949–1950         | Tomakomai         | kein Wettbewerb   | kein Wettbewerb   | kein Wettbewerb   |
| 1950–1951         | Nikkō             | Etsuko Inada      | Yoshiko Niwa      | Tsuyako Yamashita |
| 1951–1952         | Tokio             | kein Wettbewerb   | kein Wettbewerb   | kein Wettbewerb   |
| 1952–1953         | Tokio             | Yoshiko Tsukioka  | Reiko Kobayashi   | Nana Aeba         |
| 1953–1954         | Osaka             | Tsuyako Yamashita | Reiko Kobayashi   | -                 |
| 1954–1955         | Tokio             | Tsuyako Yamashita | Yoko Midoro       | Hisako Honda      |
| 1955–1956         | Kyōto             | Junko Ueno        | Yoko Midoro       | Yuko Araki        |
| 1956–1957         | Tokio             | Junko Ueno        | Yuko Araki        | Miwa Fukuhara     |
| 1957–1958         | Tokio             | Junko Ueno        | Miwa Fukuhara     | Hitomi Kurahashi  |
| 1958–1959         | Osaka             | Junko Ueno        | Miwa Fukuhara     | Kumiko Ōkawa      |
| 1959–1960         | Tokio             | Miwa Fukuhara     | Junko Ueno        | Kumiko Ōkawa      |
| 1960–1961         | Tokio             | Junko Ueno        | Miwa Fukuhara     | Kumiko Ōkawa      |
| 1961–1962         | Osaka             | Miwa Fukuhara     | Junko Ueno        | Kumiko Ōkawa      |
| 1962–1963         | Tokio             | Miwa Fukuhara     | Kumiko Ōkawa      | Junko Ueno        |
| 1963–1964         | Tokio             | Miwa Fukuhara     | Kumiko Ōkawa      | Junko Ueno        |
| 1964–1965         | Osaka             | Miwa Fukuhara     | Kumiko Ōkawa      | Kazumi Yamashita  |
| 1965–1966         | Tomakomai         | Miwa Fukuhara     | Kumiko Ōkawa      | Haruko Ishida     |
| 1966–1967         | Tokio             | Kumiko Ōkawa      | Miwa Fukuhara     | Kazumi Yamashita  |
| 1967–1968         | Tokio             | Kumiko Ōkawa      | Kazumi Yamashita  | Haruko Ishida     |
| 1968–1969         | Tokio             | Kazumi Yamashita  | Keiko Miyagawa    | Keiko Yuzawa      |
| 1969–1970         | Osaka             | Kazumi Yamashita  | Keiko Miyagawa    | Harumi Yoshizawa  |
| 1970–1971         | Tokio             | Kazumi Yamashita  | Shuko Takeyama    | Harumi Yoshizawa  |
| 1971–1972         | Sapporo           | Kazumi Yamashita  | Shuko Takeyama    | Keiko Yuzawa      |
| 1972–1973         | Osaka             | Emi Watanabe      | Miwako Ohashi     | Keiko Yuzawa      |
| 1973–1974         | Kyōto             | Emi Watanabe      | Miwako Ohashi     | Shinobu Watanabe  |
| 1974–1975         | Hiroshima         | Emi Watanabe      | Miwako Ohashi     | Shinobu Watanabe  |
| 1975–1976         | Tokio             | Emi Watanabe      | Shinobu Watanabe  | Reiko Kobayashi   |
| 1976–1977         | Tokio             | Emi Watanabe      | Reiko Kobayashi   | Shinobu Watanabe  |
| 1977–1978         | Kyōto             | Emi Watanabe      | Reiko Kobayashi   | Mariko Yoshida    |
| 1978–1979         | Tokio             | Emi Watanabe      | Reiko Kobayashi   | Mariko Yoshida    |
| 1979–1980         | Tokio             | Emi Watanabe      | Reiko Kobayashi   | Yoko Yakushi      |
| 1980–1981         | Tokio             | Reiko Kobayashi   | Mariko Yoshida    | Midori Ito        |
| 1981–1982         | Tokio             | Mariko Yoshida    | Masako Kato       | Yukiko Okabe      |
| 1982–1983         | Tokio             | Juri Ozawa        | Megumi Aotani     | Sachie Yuuki      |
| 1983–1984         | Tokio             | Masako Kato       | Midori Itō        | Yukari Yoshimori  |
| 1984–1985         | Tokio             | Midori Itō        | Masako Kato       | Sachie Yuuki      |
| 1985–1986         | Tokio             | Midori Itō        | Sachie Yuuki      | Juri Ozawa        |
| 1986–1987         | Tokio             | Midori Itō        | Masako Kato       | Yukiko Kashihara  |
| 1987–1988         | Tokio             | Midori Itō        | Junko Yaginuma    | Yuka Satō         |
| 1988–1989         | Tokio             | Midori Itō        | Junko Yaginuma    | Yuka Satō         |
| 1989–1990         | Fukuoka           | Midori Itō        | Yuka Satō         | Junko Yaginuma    |
| 1990–1991         | Yokohama          | Midori Itō        | Mari Asanuma      | Junko Yaginuma    |
| 1991–1992         | Kōbe              | Midori Itō        | Yuka Satō         | Junko Yaginuma    |
| 1992–1993         | Nagoya            | Yuka Satō         | Junko Yaginuma    | Kumiko Koiwai     |
| 1993–1994         | Yokohama          | Yuka Satō         | Rena Inoue        | Kumiko Koiwai     |
| 1994–1995         | Kōbe              | Hanae Yokoya      | Junko Yaginuma    | Kumiko Koiwai     |
| 1995–1996         | Yokohama          | Midori Ito        | Hanae Yokoya      | Hiromi Sano       |
| 1996–1997         | Nagano            | Fumie Suguri      | Shizuka Arakawa   | Yuka Kanazawa     |
| 1997–1998         | Kōbe              | Shizuka Arakawa   | Fumie Suguri      | Rena Inoue        |
| 1998–1999         | Yokohama          | Shizuka Arakawa   | Fumie Suguri      | Yuka Kanazawa     |
| 1999–2000         | Fukuoka           | Chisato Shiina    | Arisa Yamazaki    | Fumie Suguri      |
| 2000–2001         | Nagano            | Fumie Suguri      | Shizuka Arakawa   | Yoshie Onda       |
| 2001–2002         | Osaka             | Fumie Suguri      | Shizuka Arakawa   | Miki Andō         |
| 2002–2003         | Kyōto             | Fumie Suguri      | Yoshie Onda       | Shizuka Arakawa   |
| 2003–2004         | Nagano            | Miki Andō         | Fumie Suguri      | Shizuka Arakawa   |
| 2004–2005         | Yokohama          | Miki Andō         | Mao Asada         | Fumie Suguri      |
| 2005–2006         | Tokio             | Fumie Suguri      | Mao Asada         | Shizuka Arakawa   |
| 2006–2007         | Nagoya            | Mao Asada         | Miki Andō         | Yukari Nakano     |
| 2007–2008         | Kadoma            | Mao Asada         | Miki Andō         | Yukari Nakano     |
| 2008–2009         | Nagano            | Mao Asada         | Fumie Suguri      | Miki Andō         |
| 2009–2010         | Kadoma            | Mao Asada         | Akiko Suzuki      | Yukari Nakano     |
| 2010–2011         | Nagano            | Miki Andō         | Mao Asada         | Kanako Murakami   |
| 2011–2012         | Kadoma            | Mao Asada         | Akiko Suzuki      | Kanako Murakami   |
| 2012–2013         | Sapporo           | Mao Asada         | Kanako Murakami   | Satoko Miyahara   |
| 2013–2014         | Saitama           | Akiko Suzuki      | Kanako Murakami   | Mao Asada         |
| 2014–2015         | Nagano            | Satoko Miyahara   | Rika Hongo        | Wakaba Higuchi    |
| 2015–2016         | Sapporo           | Satoko Miyahara   | Wakaba Higuchi    | Mao Asada         |
| 2016–2017         | Osaka             | Satoko Miyahara   | Wakaba Higuchi    | Mai Mihara        |
| 2017–2018         | Tokio             | Satoko Miyahara   | Kaori Sakamoto    | Rika Kihira       |
| 2018–2019         | Osaka             | Kaori Sakamoto    | Rika Kihira       | Satoko Miyahara   |
| 2019–2020         | Tokio             | Rika Kihira       | Wakaba Higuchi    | Tomoe Kawabata    |
| 2020–2021         | Nagano            | Rika Kihira       | Kaori Sakamoto    | Satoko Miyahara   |
| 2021–2022         | Saitama           | Kaori Sakamoto    | Wakaba Higuchi    | Mana Kawabe       |
| 2022–2023         | Kadoma            | Kaori Sakamoto    | Mai Mihara        | Mao Shimada       |
| 2023–2024         | Nagano            | Kaori Sakamoto    | Mone Chiba        | Mao Shimada       |
| 2024–2025         | Kadoma            | Kaori Sakamoto    | Mao Shimada       | Mone Chiba        |

### Paare
| Medaillenträger | Medaillenträger           | Medaillenträger                        | Medaillenträger                          | Medaillenträger                    |
| --------------- | ------------------------- | -------------------------------------- | ---------------------------------------- | ---------------------------------- |
| Saison          | Ort                       | Gold                                   | Silber                                   | Bronze                             |
| 1955–1956       | Kyōto                     | Fumiko Nishimura / Kinehiko Takizawa   | keine anderen Teilnehmer                 | keine anderen Teilnehmer           |
| 1956–1957       | Tokio                     | Sumiko Shimodaira / Masamizu Kobayashi | Tsuyako Takada / Kenzou Nishida          | keine anderen Teilnehmer           |
| 1957–1958       | Tokio                     | Sumiko Shimodaira / Masamizu Kobayashi | Tsuyako Takada / Kenzou Nishida          | keine anderen Teilnehmer           |
| 1958–1959       | Osaka                     | Kuwana Junko / Takatsugu Hashiguchi    | Sumiko Shimodaira / Masamizu Kobayashi   | Junko Takada / Kenzou Nishida      |
| 1959–1960       | Tokio                     | Atsuko Onoda / Takatsugu Hashiguchi    | keine anderen Teilnehmer                 | keine anderen Teilnehmer           |
| 1960–1961       | Tokio                     | Hiroko Ooiwa / Kazuhiko Kakita         | Machiko Kinoshita / Takatsugu Hashiguchi | Mihoko Ogita / Takakazu Kawamura   |
| 1961–1962       | Osaka                     | Mieko Ooiwa / Yutaka Doke              | keine anderen Teilnehmer                 | keine anderen Teilnehmer           |
| 1962–1963       | Tokio                     | Mieko Ooiwa / Yutaka Doke              | keine anderen Teilnehmer                 | keine anderen Teilnehmer           |
| 1963–1964       | Tokio                     | Noriko Harada / Takatsugu Hashiguchi   | keine anderen Teilnehmer                 | keine anderen Teilnehmer           |
| 1964–1965       | Osaka                     | kein Paarlaufwettbewerb                | kein Paarlaufwettbewerb                  | kein Paarlaufwettbewerb            |
| 1965–1966       | Tomakomai                 | kein Paarlaufwettbewerb                | kein Paarlaufwettbewerb                  | kein Paarlaufwettbewerb            |
| 1966–1967       | Tokio                     | Komako Iwadate / Masayasu Iguchi       | keine anderen Teilnehmer                 | keine anderen Teilnehmer           |
| 1967–1968       | Tokio                     | Kotoe Nagasawa / Hiroshi Nagakubo      | Sachiko Kobayashi / Kōji Tanaka          | keine anderen Teilnehmer           |
| 1968–1969       | Tokio                     | Kotoe Nagasawa / Hiroshi Nagakubo      | keine anderen Teilnehmer                 | keine anderen Teilnehmer           |
| 1969–1970       | Osaka                     | Kotoe Nagasawa / Hiroshi Nagakubo      | keine anderen Teilnehmer                 | keine anderen Teilnehmer           |
| 1970–1971       | Tokio                     | Kotoe Nagasawa / Hiroshi Nagakubo      | keine anderen Teilnehmer                 | keine anderen Teilnehmer           |
| 1971–1972       | Sapporo                   | Kotoe Nagasawa / Hiroshi Nagakubo      | keine anderen Teilnehmer                 | keine anderen Teilnehmer           |
| 1972–1973       | Osaka                     | Huziko Seki / Toshimitsu Doke          | keine anderen Teilnehmer                 | keine anderen Teilnehmer           |
| 1973–1974       | Kyōto                     | kein Paarlaufwettbewerb                | kein Paarlaufwettbewerb                  | kein Paarlaufwettbewerb            |
| 1974–1975       | Hiroshima                 | kein Paarlaufwettbewerb                | kein Paarlaufwettbewerb                  | kein Paarlaufwettbewerb            |
| 1975–1976       | Tokio                     | Yasuko Ogihara / Sumio Murata          | Hamae Kato / Hiromichi Hagino            | Yoshiko Maruyama / ? Shouzushima   |
| 1976–1977       | Tokio                     | Yasuko Ogihara / Sumio Murata          | Hamae Kato / Hiromichi Hagino            | Naoko Asano / Koji Okajima         |
| 1977–1978       | Kyōto                     | Yasuko Ogihara / Sumio Murata          | Tomoko Tanaka / Hisao Ozaki              | Hamae Kato / Hiromichi Hagino      |
| 1978–1979       | Tokio                     | Yukiko Okabe / Takashi Mura            | Mutsumi Takezaki / Koji Okajima          | Seiko Matsumoto / Makoto Shiotani  |
| 1979–1980       | Tokio                     | Toshimi Ito / Takashi Mura             | keine anderen Teilnehmer                 | keine anderen Teilnehmer           |
| 1980–1981       | Tokio                     | kein Paarlaufwettbewerb                | kein Paarlaufwettbewerb                  | kein Paarlaufwettbewerb            |
| 1981–1982       | Tokio                     | kein Paarlaufwettbewerb                | kein Paarlaufwettbewerb                  | kein Paarlaufwettbewerb            |
| 1982–1983       | Tokio                     | kein Paarlaufwettbewerb                | kein Paarlaufwettbewerb                  | kein Paarlaufwettbewerb            |
| 1983–1984       | Tokio                     | kein Paarlaufwettbewerb                | kein Paarlaufwettbewerb                  | kein Paarlaufwettbewerb            |
| 1984–1985       | Tokio                     | kein Paarlaufwettbewerb                | kein Paarlaufwettbewerb                  | kein Paarlaufwettbewerb            |
| 1985–1986       | Tokio                     | kein Paarlaufwettbewerb                | kein Paarlaufwettbewerb                  | kein Paarlaufwettbewerb            |
| 1986–1987       | Tokio                     | Akiko Nogami / Yoichi Yamazaki         | Hikaru Tsuchino / Takaya Usuda           | keine anderen Teilnehmer           |
| 1987–1988       | Tokio                     | Akiko Nogami / Yoichi Yamazaki         | Hikaru Tsuchino / Takaya Usuda           | keine anderen Teilnehmer           |
| 1988–1989       | Tokio                     | Yuki Shoji / Takaya Usuda              | keine anderen Teilnehmer                 | keine anderen Teilnehmer           |
| 1989–1990       | Fukuoka                   | kein Paarlaufwettbewerb                | kein Paarlaufwettbewerb                  | kein Paarlaufwettbewerb            |
| 1990–1991       | Yokohama                  | Rena Inoue / Tomoaki Koyama            | keine anderen Teilnehmer                 | keine anderen Teilnehmer           |
| 1991–1992       | Kōbe                      | Rena Inoue / Tomoaki Koyama            | keine anderen Teilnehmer                 | keine anderen Teilnehmer           |
| 1992–1993       | Nagoya                    | Yukiko Kawasaki / Alexei Tichonow      | keine anderen Teilnehmer                 | keine anderen Teilnehmer           |
| 1993–1994       | Yokohama                  | Yukiko Kawasaki / Alexei Tichonow      | keine anderen Teilnehmer                 | keine anderen Teilnehmer           |
| 1995–1996       | kein Paarlaufwettbewerb   | kein Paarlaufwettbewerb                | kein Paarlaufwettbewerb                  | kein Paarlaufwettbewerb            |
| 1996–1997       | Nagano                    | Marie Arai / Yamato Tamura             | Makiko Ogasawara / Takeo Ogasawara       | Takako Kimura / Ken'ichi Mise      |
| 1997–1998       | Kōbe                      | Marie Arai / Shin Amano                | keine anderen Teilnehmer                 | keine anderen Teilnehmer           |
| 1998–1999       | Yokohama                  | kein Paarlaufwettbewerb                | kein Paarlaufwettbewerb                  | kein Paarlaufwettbewerb            |
| 1999–2000       | Fukuoka                   | Makiko Ogasawara / Takeo Ogasawara     | keine anderen Teilnehmer                 | keine anderen Teilnehmer           |
| 2000–2001       | Nagano                    | Makiko Ogasawara / Takeo Ogasawara     | keine anderen Teilnehmer                 | keine anderen Teilnehmer           |
| 2001–2002       | Osaka                     | Yuko Kawaguchi / Alexander Markuntsow  | Makiko Ogasawara / Takeo Ogasawara       | keine anderen Teilnehmer           |
| 2002–2003       | Kyōto                     | Yuko Kawaguchi / Alexander Markuntsow  | Makiko Ogasawara / Takeo Ogasawara       | keine anderen Teilnehmer           |
| 2003–2004       | Nagano                    | kein Paarlaufwettbewerb                | kein Paarlaufwettbewerb                  | kein Paarlaufwettbewerb            |
| 2004–2005       | Yokohama                  | Yuko Kawaguchi / Devin Patrick         | keine anderen Teilnehmer                 | keine anderen Teilnehmer           |
| 2005–2008       | keine Paarlaufwettbewerbe | keine Paarlaufwettbewerbe              | keine Paarlaufwettbewerbe                | keine Paarlaufwettbewerbe          |
| 2008–2009       | Nagano                    | Narumi Takahashi / Mervin Tran         | keine anderen Teilnehmer                 | keine anderen Teilnehmer           |
| 2009–2010       | Kadoma                    | Narumi Takahashi / Mervin Tran         | keine anderen Teilnehmer                 | keine anderen Teilnehmer           |
| 2010–2011       | Nagano                    | Narumi Takahashi / Mervin Tran         | keine anderen Teilnehmer                 | keine anderen Teilnehmer           |
| 2011–2012       | Kadoma                    | Narumi Takahashi / Mervin Tran         | keine anderen Teilnehmer                 | keine anderen Teilnehmer           |
| 2012–2013       | Sapporo                   | kein Paarlaufwettbewerb                | kein Paarlaufwettbewerb                  | kein Paarlaufwettbewerb            |
| 2013–2014       | Saitama                   | Narumi Takahashi / Ryūichi Kihara      | keine anderen Teilnehmer                 | keine anderen Teilnehmer           |
| 2014–2015       | Nagano                    | Narumi Takahashi / Ryūichi Kihara      | keine anderen Teilnehmer                 | keine anderen Teilnehmer           |
| 2015–2016       | Sapporo                   | Sumire Suto / Francis Boudreau-Audet   | Marin Ono / Wesley Killing               | Miu Suzaki / Ryūichi Kihara        |
| 2016–2017       | Osaka                     | Sumire Suto / Francis Boudreau-Audet   | Miu Suzaki / Ryūichi Kihara              | Marin Ono / Wesley Killing         |
| 2017–2018       | Tokio                     | Miu Suzaki / Ryūichi Kihara            | Narumi Takahashi / Ryo Shibata           | Riku Miura / Shoya Ichihashi       |
| 2018–2019       | Osaka                     | Miu Suzaki / Ryūichi Kihara            | keine anderen Teilnehmer                 | keine anderen Teilnehmer           |
| 2019–2020       | Tokio                     | Riku Miura / Ryūichi Kihara            | keine anderen Teilnehmer                 | keine anderen Teilnehmer           |
| 2020–2021       | Nagano                    | kein Paarlaufwettbewerb                | kein Paarlaufwettbewerb                  | kein Paarlaufwettbewerb            |
| 2021–2022       | Saitama                   | Miyu Yunoki / Shoya Ichihashi          | keine anderen Teilnehmer                 | keine anderen Teilnehmer           |
| 2022–2023       | Kadoma                    | Haruna Murakami / Sumitada Moriguchi   | keine anderen Teilnehmenden              | keine anderen Teilnehmenden        |
| 2023–2024       | Nagano                    | Haruna Murakami / Sumitada Moriguchi   | keine anderen Teilnehmenden              | keine anderen Teilnehmenden        |
| 2024–2025       | Kadoma                    | Riku Miura / Ryūichi Kihara            | Yuna Nagaoka / Sumitada Moriguchi        | Sae Shimizu / Lucas Tsuyoshi Honda |

### Eistanz
| Medaillengewinner | Medaillengewinner | Medaillengewinner                       | Medaillengewinner                   | Medaillengewinner                   |
| ----------------- | ----------------- | --------------------------------------- | ----------------------------------- | ----------------------------------- |
| Saison            | Ort               | Gold                                    | Silber                              | Bronze                              |
| 1956–1957         | Tokio             | Satoshi Kaneko / Masami Takeuchi Yoshio | Toshiko Hutioka / Masaharu Katayama | Yoshie Arai / Arata Yoshikawa       |
| 1957–1958         | Tokio             | Satoshi Kaneko / Masami Takeuchi Yoshio | Toshiko Hutioka / Masaharu Katayama | Yoshie Arai / Arata Yoshikawa       |
| 1958–1959         | Osaka             | Satoshi Kaneko / Masami Takeuchi Yoshio | Toshiko Hutioka / Masaharu Katayama | Setsuko Sannai / Kenzi Takeda       |
| 1959–1960         | Tokio             | Satoshi Kaneko / Masami Takeuchi Yoshio | Idemitsu Junko / Takayuki Bessyo    | Mieko Ooiwa / Nagahisa Ono          |
| 1960–1961         | Tokio             | Satoshi Kaneko / Masami Takeuchi Yoshio | Idemitsu Junko / Takayuki Bessyo    | Mieko Ooiwa / Doke Yutaka           |
| 1961–1962         | Osaka             | Satoshi Kaneko / Masami Takeuchi Yoshio | keine anderen Teilnehmer            | keine anderen Teilnehmer            |
| 1962–1963         | Tokio             | Satoshi Kaneko / Masami Takeuchi Yoshio | keine anderen Teilnehmer            | keine anderen Teilnehmer            |
| 1963–1964         | Tokio             | Satoshi Kaneko / Masami Takeuchi Yoshio | Sumiko Bessyo / Takayuki Bessyo     | Noriko Yuzawa / Matsumoto Norihisa  |
| 1964–1965         | Osaka             | Sumiko Bessyo / Takayuki Bessyo         | Fujise Kiyoko / Katsutoshi Morinaga | keine anderen Teilnehmer            |
| 1965–1966         | Tomakomai         | Noriko Yuzawa / Matsumoto Norihisa      | Reiko Inoue / Mitsuaki Hirose       | keine anderen Teilnehmer            |
| 1966–1967         | Tokio             | Noriko Yuzawa / Matsumoto Norihisa      | Reiko Inoue / Mitsuaki Hirose       | keine anderen Teilnehmer            |
| 1967–1968         | Tokio             | Mayumi Akahiro / Tamura Masato          | keine anderen Teilnehmer            | keine anderen Teilnehmer            |
| 1968–1969         | Tokio             | Ishikawa Yoko / Nishihama Naotoshi      | Noriko Harada / Joji Oh'hamazaki    | Tsuyama Fumi / Hiroshi Kobayashi    |
| 1969–1970         | Osaka             | Toshie Sakurai / Motoe Sakurai          | Tsuyama Fumi / Hiroshi Kobayashi    | keine anderen Teilnehmer            |
| 1970–1971         | Tokio             | Keiko Atiwa / Yasuyuki Noto             | Toshie Sakurai / Motoe Sakurai      | keine anderen Teilnehmer            |
| 1971–1972         | Sapporo           | Keiko Atiwa / Yasuyuki Noto             | keine anderen Teilnehmer            | keine anderen Teilnehmer            |
| 1972–1973         | Osaka             | Toshie Sakurai / Motoe Sakurai          | keine anderen Teilnehmer            | keine anderen Teilnehmer            |
| 1973–1974         | Kyōto             | Yoshiko Nakada / Toshimitsu Doke        | Tamami Abe / Hirohiko Komata        | keine anderen Teilnehmer            |
| 1974–1975         | Hiroshima         | Misato Kage / Masanori Takeda           | Tamami Abe / Hirohiko Komata        | Naoko Katou / Akira Naitou          |
| 1975–1976         | Tokio             | Misato Kage / Masanori Takeda           | Yasuko Ikejiri / Toshimitsu Doke    | Tomoko Koide / Ryouichi Kobayashi   |
| 1976–1977         | Tokio             | Misa Kage / Masanori Takeda             | Sachiko Sakano / Tadayuki Takahashi | Yumiko Kage / Toshinori Fujisawa    |
| 1977–1978         | Kyōto             | Michiko Abe / Nozomu Sakai              | Yumiko Kage / Tadayuki Takahashi    | Sachiko Sakano / Akira Sekine       |
| 1978–1979         | Tokio             | Yumiko Kage / Tadayuki Takahashi        | Michiko Abe / Nozomu Sakai          | Noriko Sato / Akira Sekine          |
| 1979–1980         | Tokio             | Noriko Sato / Tadayuki Takahashi        | Michiko Abe / Nozomu Sakai          | Rumiko Michiue / Toshiyuki Tanaka   |
| 1980–1981         | Tokio             | Noriko Sato / Tadayuki Takahashi        | Yumimo Kage / Yuuki Nakajima        | Akiko Okabe / Tamao Arai            |
| 1981–1982         | Tokio             | Noriko Sato / Tadayuki Takahashi        | Akiko Okabe / Tamao Arai            | Tomoko Tanaka / Hiroyuki Suzuki     |
| 1982–1983         | Tokio             | Noriko Sato / Tadayuki Takahashi        | Yumimo Kage / Yuuki Nakajima        | Tomoko Tanaka / Hiroyuki Suzuki     |
| 1983–1984         | Tokio             | Noriko Sato / Tadayuki Takahashi        | Tomoko Tanaka / Hiroyuki Suzuki     | Yumimo Kage / Yuuki Nakajima        |
| 1984–1985         | Tokio             | Noriko Sato / Tadayuki Takahashi        | Tomoko Tanaka / Hiroyuki Suzuki     | Junko Ito / Hiroaki Tokita          |
| 1985–1986         | Tokio             | Tomoko Tanaka / Hiroyuki Suzuki         | Junko Ito / Hiroaki Tokita          | Kaoru Takino / Kenji Takino         |
| 1986–1987         | Tokio             | Tomoko Tanaka / Hiroyuki Suzuki         | Junko Ito / Hiroaki Tokita          | Kaoru Takino / Kenji Takino         |
| 1987–1988         | Tokio             | Tomoko Tanaka / Hiroyuki Suzuki         | Kaoru Takino / Kenji Takino         | Junko Ito / Hiroaki Tokita          |
| 1988–1989         | Tokio             | Kaoru Takino / Kenji Takino             | Syoko Higashino / Tatsuro Matsumura | Kayo Shirahata / Hiroshi Tanaka     |
| 1989–1990         | Fukuoka           | Kaoru Takino / Kenji Takino             | Syoko Higashino / Tatsuro Matsumura | Kayo Shirahata / Hiroshi Tanaka     |
| 1990–1991         | Yokohama          | Kaoru Takino / Kenji Takino             | Syoko Higashino / Tatsuro Matsumura | Kayo Shirahata / Hiroshi Tanaka     |
| 1991–1992         | Kōbe              | Kaoru Takino / Kenji Takino             | Syoko Higashino / Tatsuro Matsumura | Nakako Tsuzuki / Kazu Nakamura      |
| 1992–1993         | Nagoya            | Kayo Shirahata / Hiroshi Tanaka         | Nakako Tsuzuki / Kazu Nakamura      | Misao Sato / Go Sakai               |
| 1993–1994         | Yokohama          | Nakako Tsuzuki / Kazu Nakamura          | Yuki Habuki / Hitoshi Koizumi       | Misao Sato / Go Sakai               |
| 1994–1995         | Kōbe              | Nakako Tsuzuki / Juris Razguliaiev      | Aya Kawai / Hiroshi Tanaka          | Yuki Habuki / Hitoshi Koizumi       |
| 1995–1996         | Yokohama          | Nakako Tsuzuki / Juris Razguliaiev      | Aya Kawai / Hiroshi Tanaka          | Akiko Kinoshita / Yosuke Moriwaki   |
| 1996–1997         | Nagano            | Aya Kawai / Hiroshi Tanaka              | Akiko Kinoshita / Yosuke Moriwaki   | Nozomi Watanabe / Akiyuki Kido      |
| 1997–1998         | Kōbe              | Aya Kawai / Hiroshi Tanaka              | Nozomi Watanabe / Akiyuki Kido      | Aya Hatsuda / Koichi Suyama         |
| 1998–1999         | Yokohama          | Nakako Tsuzuki / Rinat Farkhoutdinov    | Rie Arikawa / Kenji Miyamoto        | Nozomi Watanabe / Akiyuki Kido      |
| 1999–2000         | Fukuoka           | Nakako Tsuzuki / Rinat Farkhoutdinov    | Nozomi Watanabe / Akiyuki Kido      | Rie Arikawa / Kenji Miyamoto        |
| 2000–2001         | Nagano            | Nakako Tsuzuki / Rinat Farkhoutdinov    | Nozomi Watanabe / Akiyuki Kido      | Rie Arikawa / Kenji Miyamoto        |
| 2001–2002         | Osaka             | Rie Arikawa / Kenji Miyamoto            | Nozomi Watanabe / Akiyuki Kido      | Masumi Haruki / Hiroaki Tokita      |
| 2002–2003         | Kyōto             | Rie Arikawa / Kenji Miyamoto            | Nozomi Watanabe / Akiyuki Kido      | Masumi Haruki / Hiroaki Tokita      |
| 2003–2004         | Nagano            | Nozomi Watanabe / Akiyuki Kido          | Nakako Tsuzuki / Kenji Miyamoto     | Yurie Oda / Sho Kagayama            |
| 2004–2005         | Yokohama          | Nozomi Watanabe / Akiyuki Kido          | Nakako Tsuzuki / Kenji Miyamoto     | Minami Sakacho / Tatsuya Sakacho    |
| 2005–2006         | Tokio             | Nozomi Watanabe / Akiyuki Kido          | Nakako Tsuzuki / Kenji Miyamoto     | Minami Sakacho / Tatsuya Sakacho    |
| 2006–2007         | Nagoya            | Nozomi Watanabe / Akiyuki Kido          | Cathy Reed / Chris Reed             | Minami Sakacho / Tatsuya Sakacho    |
| 2007–2008         | Kadoma            | Cathy Reed / Chris Reed                 | keine anderen Teilnehmer            | keine anderen Teilnehmer            |
| 2008–2009         | Nagano            | Cathy Reed / Chris Reed                 | Nana Sugiki / Taiyo Mizutani        | Emi Hirai / Ayato Yuzawa            |
| 2009–2010         | Kadoma            | Cathy Reed / Chris Reed                 | Emi Hirai / Taiyo Mizutani          | keine anderen Teilnehmer            |
| 2010–2011         | Nagano            | Cathy Reed / Chris Reed                 | Emi Hirai / Taiyo Mizutani          | keine anderen Teilnehmer            |
| 2011–2012         | Kadoma            | Bryna Oi / Taiyo Mizutani               | Emi Hirai / Marien De La Asuncion   | Anna Takei / Yuya Yamada            |
| 2012–2013         | Sapporo           | Cathy Reed / Chris Reed                 | Emi Hirai / Marien De La Asuncion   | Bryna Oi / Taiyo Mizutani           |
| 2013–2014         | Saitama           | Cathy Reed / Chris Reed                 | Emi Hirai / Marien De La Asuncion   | Shizuru Agata / Kentaro Suzuki      |
| 2014–2015         | Nagano            | Cathy Reed / Chris Reed                 | Emi Hirai / Marien De La Asuncion   | Kana Muramoto / Hiroichi Noguchi    |
| 2015–2016         | Sapporo           | Kana Muramoto / Chris Reed              | Emi Hirai / Marien De La Asuncion   | Ibuki Mori / Kentaro Suzuki         |
| 2016–2017         | Osaka             | Kana Muramoto / Chris Reed              | Emi Hirai / Marien De La Asuncion   | Misato Komatsubara / Timothy Koleto |
| 2017–2018         | Tokio             | Kana Muramoto / Chris Reed              | Misato Komatsubara / Tim Koleto     | Rikako Fukase / Aru Tateno          |
| 2018–2019         | Osaka             | Misato Komatsubara / Tim Koleto         | Kiria Hirayama / Axel Lamasse       | Mio Iida / Kenta Ishibashi          |
| 2019–2020         | Tokio             | Misato Komatsubara / Tim Koleto         | Rikako Fukase / Oliver Zhang        | Kiria Hirayama / Kenta Ishibashi    |
| 2020–2021         | Nagano            | Misato Komatsubara / Tim Koleto         | Kana Muramoto / Daisuke Takahashi   | Rikako Fukase / Eichu Cho           |
| 2021–2022         | Saitama           | Misato Komatsubara / Tim Koleto         | Kana Muramoto / Daisuke Takahashi   | Ayumi Takanami / Shingo Nishiyama   |
| 2022–2023         | Kadoma            | Kana Muramoto / Daisuke Takahashi       | Misato Komatsubara / Tim Koleto     | Nicole Takahashi / Shiloh Judd      |
| 2023–2024         | Nagano            | Misato Komatsubara / Tim Koleto         | Azusa Tanaka / Shingo Nishiyama     | Utana Yoshida / Masaya Morita       |
| 2024–2025         | Kadoma            | Utana Yoshida / Masaya Morita           | Azusa Tanaka / Shingo Nishiyama     | Ayano Sasaki / Yoshimitsu Ikeda     |